# Dolna Belica
Dolna Belica (mazedonisch Долна Белица; albanisch definit Belica e Poshtme, indefinit Belicë e Poshtme; aromunisch Beala di Ghios oder Beala de Jos), kurz Belica genannt, ist ein Ort im Südwesten Nordmazedoniens, rund sechs Kilometer vom Gemeindehauptort Struga entfernt.
Das Dorf hatte laut der letzten Volkszählung von 2021 660 Einwohner. 604 davon waren Albaner, 5 Aromunen, 2 Mazedonier und 49 gehörten anderen Ethnien an. Die Mehrheit bekannte sich zum Islam, ein kleiner Teil zum orthodoxen Christentum.
In Dolna Belica und im höher gelegenen Gorna Belica (Beala di Supra) siedelt eine kleine aromunische Minderheit.